# John Hicks
Sir John Richard Hicks (Warwick, 8. travnja 1904. – Blockley, 20. svibnja 1989.) bio je britanski ekonomist i jedan od najutjecajnijih ekonomista 20. stoljeća. Poznat je po doprinosima na područjima mikroekonomije i skrbničke ekonomije, poput Hicks-Hansenova modela i Hicksove neutralne tehničke promjene, koje je obradio i predstavio u svojoj poznatoj knjizi Vrijednost i kapital iz 1939. godine.
Bio je pobornik keynesijanističke ekonomske škole i zalagao se za određen, zakonom propisan, stupanj kontrole tržišne ekonomije radi izbjegavanja poreznih oaza i opstojnosti cjelokupnog monetarnog sustava, koji bi na čelu trebao imati središnju banku. Hicks je proučavao pojam skrbničke države i nastojao neke sastavnice te teorije prenijeti u potrošačko društvo i samu potrošačku ekonomiju, vjerujući u moguću vjerojatnost njezine provedbe.
Zajedno s američkim ekonomistom Kennethom Arrowom 1972. godine primio je Nobelovu nagradu za ekonomiju za doprinose teoriji ekonomske ravnoteže.

## Životopis
Rođen je 1904. u engleskom gradu Warwicku. Otac mu je radio kao novinar, pišući o raznim temama za mjesne novine. Srednjoškolsko obrazovanje stekao je na koledžu Clifton, a visokoškolsko na koledžu Ballioli u sveučilišnom gradu Oxfordu. Troškove visokoškolskog obrazovanja podmirio je studentskom stipendijom iz matematike. Iako je bio jedan od najboljih matematičara na cijelom koledžu, zbog želje za stjecanjem znanja iz povijesti, političkih znanosti i filozofije, 1923. prebacuje se na smjer filozofije, politike i ekonomije.
Uvidjevši sve veću potražnju za stručnjacima s matematičkog i ekonomskog područja, zaposlio se kao ekonomist u industrijskom sektoru. No, shvativši ga ne zanima poduzetnička ekonomija, nakon vrlo kratkog vremena dao je otkaz i prebacio se na analitičku ekonomiju. Zahvaljujući dobrom znanju matematike, ubrzo se pronašao svoje mjesto u uglednom društvu ekonomista i nobelovaca Londonske ekonomske škole i političkih znanosti, poput Friedricha Augusta von Hayeka, Roya Allena, Nicholasa Kaldora i drugih ugeldnih britanskih ekonomista. Tu je i upoznao Ursulu Webb, s kojom se 1935. i oženio.
Između 1935. i 1938. radio je na Sveučilištu u Cambrdigeu, gdje se posvetio pisanjem knjige Vrijednost i kapital, koja će kasnije postati i njegov najpoznatiji rad. Znanstvena građa knjige temeljila se uglavnom na njegovim istrživanjima iz Londona i utjecajima  keynesijanizma. Budući da se uglavnom posvetio pisanju svoga djela, nije značajno pridonio niti sudjelovao u radu društva ekonomista na Cambridgeu, zbog čega je na kraju morao napustiti Sveučilište. Ubrzo se zapošljava na Manchesterskom sveučilištu, gdje je radio do 1946. godine, nakon čega se vratio u Oxford. Tamo je na nekoliko mjesnih koledža predavao političku i analitičku ekonomiju.
Članom Britanske akademije postaje 1942., a šest godina kasnije izabran je u redove Kraljevske švedske akademije iz kvote akademika stranaca. 1952. dobiva naslov počasnog člana talijanske akademije Accademia dei Lincei, a 1958. primljen je u akademsko članstvo Američke akademije umjetnosti i znanosti. Nosio je naslov počasnoga člana koledža Nuffield u Oxfordu, a u razdoblju između 1960. i 1962. obnašao je dužnost predsjednika Kraljevskog ekonomskog društva. Držao je počasne doktorate na nekoliko britanskih sveučilišta i Tehničkom sveučilištu u Lisabonu. 1971. dobio je naslov počasnog člana senata Bečkog sveučilišta. Svoju Nobelovu nagradu darovao je Londonskoj ekonomskoj školi 1973. godine. Iste godine, kraljica Elizabeta II. imenovala ga je vitezom.

## Odabrani radovi
- Teorija plaće, London: Macmillan, 1932. (drugo izdanje: 1963.)
- Vrijednost i kapital, Oxford: Clarendon Press., 1939. (drugo izdanje: 1946.)
- Temelji skrbničke ekonomije, Economic Journal, 1939.
- Društveni okvir: uvod u ekonomiju, 1942.
- Prilog teoriji o trgovini ciklusa, Oxford: Clarendon Press, 1950.
- Mjerenje stvarnog dohotka, Oxford Economic Papers, 1958.
- Eseji o svjetskom gospodarstvu, Oxford: Clarendon Press, 1959.
- Kapital i rast,  Oxford: Clarendon Press, 1965.
- Kontroverze kapitala: američkog i modernog, American Economic Review, 1974.
- Što je krivo s monetarizmom, Lloyds Bank Review, 1975.